# Bröstlyft
Bröstlyft är ett plastikkirurgiskt ingrepp som utförs i syfte att behandla så kallat bröstöverhäng och på så sätt ge bysten ett ungdomligare utseende. Det finns olika metoder för bröstlyft. Om ett litet bröstöverhäng bedöms föreligga används ofta ett implantat för att fylla ut hudöverskottet som orsakar hänget. Om ett mer omfattande bröstöverhäng föreligger avlägsnas överskottshud och i vissa fall flyttas även vårtgården upp på bröstet i samband med ingreppet.
Bröstvårtorna förblir oftast anslutna till sina befintliga nerv- och blodbanor efter ett bröstlyft men om brösten har ett stort överhäng kan vårtgården och bröstvårtorna i vissa fall komma att behövas lossas helt för att flyttas upp till en ny och mer naturlig position på bröstet. Dessvärre resulterar detta i att känseln i vårtgården och bröstvårtan försvinner. 
Bröstlyftet utförs i narkos eller lokalbedövning och tar beroende på ingreppets omfattning mellan 1 och 3 timmar att genomföra. Patienten brukar normalt sett kunna återgå till normala sociala aktiviteter och icke fysiskt krävande arbete efter ca en vecka.